# Sporobolus tenellus
Sporobolus tenellus är en gräsart som först beskrevs av Spreng., och fick sitt nu gällande namn av Carl Sigismund Kunth. Sporobolus tenellus ingår i släktet droppgräs, och familjen gräs. Inga underarter finns listade i Catalogue of Life.